# Alcol secondario ossidasi
La alcol secondario ossidasi è un enzima appartenente alla classe delle ossidoreduttasi, che catalizza la seguente reazione:
un alcol secondario  + O2 ⇄ un chetone + H2O2
Agisce su alcoli secondari con cinque o più atomi di carbonio, e su alcoli polivinilici con peso molecolare superiore a 300 Da. L'enzima di  Pseudomonas  contiene un atomo di ferro non-emico per molecula.